# Voinești (Vaslui)
Pour les articles homonymes, voir Voinești.
Voinești (antérieurement Voinești-Răzeși, Voinești-Boierești et Cîrtibașul) est une commune du județ de Vaslui en Roumanie.

## Démographie
Lors du recensement de 2011, 95,26 % de la population se déclarent roumains (4,65 % ne déclarent pas d'appartenance ethnique et 0,07 % déclarent appartenir à une autre ethnie).

## Politique
| Parti | Parti                                      | Sièges |
| ----- | ------------------------------------------ | ------ |
|       | Parti social-démocrate (PSD)               | 9      |
|       | Parti national libéral (PNL)               | 3      |
|       | Alliance des libéraux et démocrates (ALDE) | 1      |